# Kenneth Henshall
Kenneth Henshall (1950) è uno storico e orientalista britannico.

## Biografia
Kenneth G. Henshall è un docente universitario di studi giapponesi presso l'università neozelandese di Canterbury.
Ha pubblicato numerosi saggi ed articoli sul Giappone tra cui Guide to Remembering Japanese Characters e History of Japan (Storia del Giappone).

## Opere
- Dimensions of Japanese Society: Gender Margins and Mainstream, 1999.
- History of Japan, 1999 e 2004 (nuova edizione).
- Guide to Remembering Japanese Characters, 1995